# Elemer Hirsch
Elemer Hirsch (Ceanu Mare, 14 maggio 1895 – Baia Mare, 17 maggio 1953) è stato un calciatore rumeno, di ruolo difensore.

## Carriera

### Club
Ha sempre giocato nel campionato rumeno.

### Nazionale
Ha rappresentato la Nazionale rumena in occasione delle Olimpiadi del 1924.